# TotalEnergies (wielerploeg)
Team TotalEnergies is een in 2000 opgerichte Franse wielerploeg met vanaf 2020 de UCI ProTeam-status. Sinds 2016 is het gelijknamige elektriciteit- en gasbedrijf hoofdsponsor.

## Algemeen
De ploeg heeft haar basis in de Franse regio Vendée en is gelieerd aan het beloftenteam Vendée U dat in 1991 werd opgericht door de oud-renner Jean-René Bernaudeau en ook diegene die in 2000 de professionele wielerploeg oprichtte en sindsdien als algemeen manager optreedt. In 2000 was Bonjour-Toupargel de sponsornaam, van 2001-2002 enkel Bonjour. De opvolgende sponsornamen waren Brioches La Boulangère (2003-2004), Bouygues Télécom (2005-2008), Bbox Bouygues Télécom (2009-2010), Team Europcar (2011-2015), Direct Energie (2016-2019) en Total Direct Energie (2019-2021) en de huidige naam Team TotalEnergies per juni 2021.
Het bijna volledig Franse team reed van 2005-2009 mee in de UCI ProTour, maar was een van de kleinere teams binnen deze competitie en heeft zeker geprofiteerd van de uitbreiding van het aantal teams van 18 naar 20. Op 29 september 2009 kreeg het van de UCI te horen dat Bouygues Télécom niet meer bij de ProTour-selectie van 2010 zou horen en werd gedegradeerd tot een Professional Continental Team.
Nadat in 2010 bekend werd dat de hoofdsponsor Bouygues Télécom zich terug zou trekken had de manager moeite met het vinden van een nieuwe sponsor. Het gevolg was een grote leegloop van de renners. Ook de populaire Franse wielrenner Thomas Voeckler was zo goed als vertrokken bij de ploeg. In het najaar werd echter bekend dat er een nieuwe sponsor was gevonden, namelijk het autoverhuurbedrijf Europcar. In 2015 ontspon zich weer een moeizame zoektocht naar een nieuwe hoofdsponsor toen Europcar bekendmaakte zich terug te trekken. Uiteindelijk werd in Direct Energie een nieuwe sponsor gevonden. Vanaf april 2019 werd de nieuwe bedrijfsnaam Total Direct Energie ook de ploegnaam. Het bedrijf Total was in 2018 volledig eigenaar van Direct Energie geworden. Met de naamswijzigingen van het bedrijf naar Total Direct Energie en TotalEnergies werd ook telkens de ploegnaam aangepast.

## Ploegnamen
| Periode             | Naam                   | Code    | PC                |
| ------------------- | ---------------------- | ------- | ----------------- |
| 2000                | Bonjour-Toupargel      | BJT     |                   |
| 2001-2002           | Bonjour                | BJR     |                   |
| 2003-2004           | Brioches La Boulangère | BLB     |                   |
| 2005-2008           | Bouygues Télécom       | BTL     | ProTour           |
| 2009 2010           | Bbox Bouygues Télécom  | BBO BTL | ProTour PCT       |
| 2011-2013 2014 2015 | Team Europcar          | EUC     | PCT WorldTour PCT |
| 2016-2017 2018      | Direct Energie         | DEN TDE | PCT               |
| 2019-2021           | Total Direct Energie   | TDE     | PCT ProTeam       |
| 2021                | Team TotalEnergies     | TEN     | PCT ProTeam       |

## Grote rondes
| Jaar | Ronde van Italië   | Ronde van Italië | Ronde van Frankrijk               | Ronde van Frankrijk                           | Ronde van Spanje   | Ronde van Spanje    |
| Jaar | hoogste klassering | etappewinst      | hoogste klassering                | etappewinst                                   | hoogste klassering | etappewinst         |
| ---- | ------------------ | ---------------- | --------------------------------- | --------------------------------------------- | ------------------ | ------------------- |
| 2011 | geen deelname      | geen deelname    | 4e Thomas Voeckler Pierre Rolland | 19e Pierre Rolland                            | geen deelname      | geen deelname       |
| 2012 | geen deelname      | geen deelname    | 8e Pierre Rolland Thomas Voeckler | 10e en 16e Thomas Voeckler 11e Pierre Rolland | geen deelname      | geen deelname       |
| 2013 | geen deelname      | geen deelname    | 24e Pierre Rolland                |                                               | geen deelname      | geen deelname       |
| 2014 | 4e Pierre Rolland  |                  | 11e Pierre Rolland                |                                               | 13e Romain Sicard  |                     |
| 2015 | geen deelname      | geen deelname    | 10e Pierre Rolland                |                                               | 15e Romain Sicard  |                     |
| 2016 | geen deelname      | geen deelname    | 43e Sylvain Chavanel              |                                               | 55e Romain Sicard  | 4e Lilian Calmejane |
| 2017 | geen deelname      | geen deelname    | 25e Sylvain Chavanel              | 8e Lilian Calmejane                           | geen deelname      | geen deelname       |
| 2018 | geen deelname      | geen deelname    | 30e Lilian Calmejane              |                                               | geen deelname      | geen deelname       |
| 2019 | geen deelname      | geen deelname    | 66e Rein Taaramäe                 |                                               | geen deelname      | geen deelname       |
| 2020 | geen deelname      | geen deelname    | 31e Romain Sicard                 |                                               | 45e Romain Sicard  |                     |
| 2021 | geen deelname      | geen deelname    | 46e Cristian Rodríguez            |                                               | geen deelname      | geen deelname       |
| 2022 | geen deelname      | geen deelname    | 57e Pierre Latour                 |                                               | geen deelname      | geen deelname       |
| 2023 | geen deelname      | geen deelname    | 31e Mathieu Burgaudeau            |                                               | 11e Steff Cras     | 7e Geoffrey Soupe   |
| 2024 | geen deelname      | geen deelname    | 16e Steff Cras                    | 9e Anthony Turgis                             | geen deelname      | geen deelname       |
| 2025 | geen deelname      | geen deelname    | 10e Jordan Jegat                  |                                               |                    |                     |